# Твърдо приземяване
„Твърдо приземяване“ е американски екшън трилър от 2023 г. на режисьора Жан-Франсоа Рише. Главната роля се играе от Джерард Бътлър.

## Сюжет
Броуди Торанс е бивш пилот от Кралските военновъздушни сили, който трябва да изпълни полет 119 на авиокомпания „Трейлблейзър“ от Сингапур до Хонолулу. На борда се оказва осъденият за убийство Луис Гаспар. След като буря връхлита самолета и бордовата електроника отказва, Торанс е принуден да приземи самолета на остров, който впоследствие се оказва, че е филипинския Холо. При кацането загиват двама души от екипажа.
В централата на „Трейлблейзър“ в Ню Йорк е свикан бордът на директорите. След като филипинските власти обявяват, че ще могат да изпратят спасителни екипи в контролирания от бунтовници остров най-рано след 24 часа, директорът по кризисни ситуации на авиокомпанията Скарсдейл решава да изпрати група военни със спасителна операция. Торанс се отправя да търси помощ в джунглата и взема със себе си Гаспар. Намира телефон в изоставена постройка и се обажда на „Трейлблейзър“ и дъщеря си, за да съобщи приблизителното си местонахождение. Нападнат от бунтовник, той успява да го неутрализира. Оказва се, че това място е било използвано за заснемане на хора в плен с цел откуп. Торанс и Гаспар се връщат при пътниците, но са изпреварени от Дату Джунмар, лидерът на групировката, който екзекутира корейска двойка и взема останалите в плен.
Когато похитителите потеглят с колите си, Торанс и Гаспар успяват да изкопчат от няколко забавили се бунтовници информация относно леговището им. Торанс оставя бележка в самолета, за да уведоми спасителните екипи къде да ги търсят. В бунтовническото укритие Торанс и Гаспар убиват стражата, освобождават пленниците и успяват да ги качат в автобус. Торанс решава да се забави, за да отклони вниманието на терористите. В същия момент пристигат спасителните екипи, които елиминират голяма част от бунтовниците.
Торанс и помощник-пилотът успяват да включат системите на самолета и качват пътниците на борда, докато спасителите и Гаспар са в престрелка с бунтовниците. Гаспар в крайна сметка остава на земята, за да възпира хората на Джунмар, а групата на Скарсдейл се качва в самолета. Джунмар безуспешно се опитва да взриви летателния апарат с гранатомет и загива прегазен от излитащата машина, а Гаспар изчезва в джунглата със сак с пари на бунтовниците.
След излитането десният двигател на самолета отказва, а едното крило е нащърбено при досег с короните на дърветата и е нужно спешното му приземяване на най-близката писта. Торанс е уведомен от диспечерите за наличието на такава на близкия остров Сиаси и макар и трудно, успява да кацне безаварийно.

## Премиера
Филмът е пуснат по кината в САЩ на 13 януари 2023 година от „Лайънсгейт“.
В България „Твърдо приземяване“ излиза на голям екран на 27 януари същата година.